# Sticherus pseudoscandens
Sticherus pseudoscandens là một loài dương xỉ trong họ Gleicheniaceae. Loài này được Alderw. Copel. mô tả khoa học đầu tiên năm 1941.